# Совет церквей Нового Южного Уэльса
Совет церквей Нового Южного Уэльса (англ. New South Wales Council of Churches) — объединение лидеров евангелических христианских церквей, а на определённом этапе — и Церкви Англии в Сиднее и штате Новый Южный Уэльс. Организация была создана для выработки единой позиции, способной влиять на общественное мнение и государственную политику, а также для укрепления взаимодействия между церквями, имевшими схожие цели и богословие.

## История

### XIX век
Первый Совет церквей был основан в 1889 году преподобным Джоном Уокером, который стал его секретарём. Его главной задачей было противодействие ослаблению законов, регулирующих публичные развлечения в воскресенье. В состав Совета вошли 32 делегата, назначенные сиднейскими церквями пяти конфессий: англиканской, пресвитерианской, уэслианской методистской, баптистской и примитивной методистской.  
Постоянного президента не предусматривалось: председатель избирался на каждом заседании, которые проходили ежемесячно в зале YMCA. В 1895 году Уокер ушёл в отставку, его сменил Уильям Аллен, а в 1896 году — преподобный Теофилус Парр. Постоянных должностей, кроме секретаря, не зафиксировано, хотя Уильям Джордж Тейлор упоминается как президент в 1899 году, а Джеймс Тинсли, баптистский проповедник, около 1905 года.
В 1899 году конгрегационалистские и баптистские церкви учредили «Евангелический совет Нового Южного Уэльса» с аналогичными целями и составом участников. Он прекратил существование в 1914 году, на XVIII Христианской конференции в здании муниципалитета Питершема.  
В 1897 году в Ньюкасле возник независимый Совет церквей. К концу 1899 года деятельность первого Совета практически прекратилась.

### XX век
Новый Совет церквей был создан в 1924 году. В него вошли представители англиканской, пресвитерианской, методистской, баптистской и конгрегационалистской церквей, Ассоциированных церквей Христа, Армии спасения и Общества друзей.  
Ф. Х. Рейворд стал первым секретарём и президентом. В 1925 году секретарём стал Д'Арси Ирвайн, затем Виктор Белл.  
В 1926 году Совет присоединился к советам других штатов, приняв евангелиста Джипси Смита.
Дальнейшие руководители:
- 1926 — Архдиакон Бойс[16]
- 1927 — П. Дж. Стивен (методист)[17]
- 1928 — д-р А. Дж. Уолдок (баптист)[18]
- 1928 — П. Дж. Стивен
- 1929 — Виктор С. Белл (методист/пресвитерианин)
- 1930 — Альберт Эдвард Уэст (ок. 1863—1945)[19] (конгрегационалист); в этом же году Совет одобрил создание радиостанции[20].
- 1931-1932 — Д. Дж. Дэвис (англиканец)[21]
- 1933 — Т. Э. Роуф
- 1934 — Уильям Купер (Общество друзей)
- 1935 — У. Х. Джонс (методист)

В 1936 году Церковь Англии официально прекратила поддержку Совета.
- 1936 — Чарльз Альфред Уайт
- 1937 — Уилфред Л. Джарвис[23]; в этом же году англиканская церковь вышла из Совета[24].
- 1938 — Фрэнк Белл (Армия Спасения)
- 1939 — Руперт Дж. Уильямс (методист)
- 1940 — Чарльз А. Уайт (второй срок)
- 1941 — К. Бернард Кокетт
- 1942 — д-р Х. Уитмор Дарт (H. Whitmore Dart)[25]
- 1944 — А. К. Маклин (Церковь Христа)[26]
- 1945 — Т. Мэннинг Тейлор[27]
- 1946 — С. Артур Истман (пресвитерианин); в этот период англиканская церковь вернулась в Совет[28].
- 1947 — С. А. Истман[29]
- 1948 — С. Бартон Бэббидж, декан Сиднея[30][31]
- 1949 — Майор Николсон
- 1952—1954 — Камминг Том (пресвитерианин)[32][33][34]